# 최단 작업 우선 스케줄링

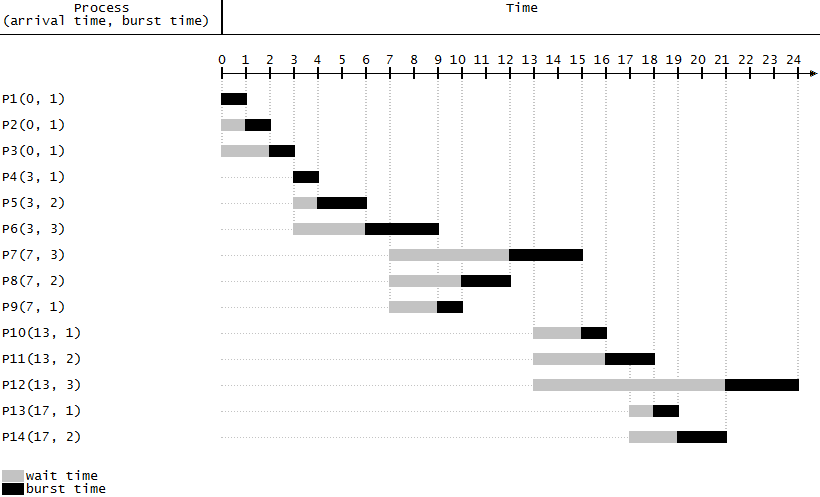

최단 작업 우선 스케줄링(Shortest Job First Scheduling)은 평균 대기 시간을 최소화하기 위해 CPU 점유 시간이 가장 짧은 프로세스에 CPU를 먼저 할당하는 방식의 CPU 스케줄링 알고리즘으로 평균 대기시간을 최소로 만드는 걸 최적으로 두고 있는 알고리즘이다. 요구 시간이 긴 프로세스가 요구 시간이 짧은 프로세스에게 항상 양보되어 기아 상태가 발생할 수 있으며, 대기 상태에 있는 프로세스의 요구시간에 대한 정확한 자료를 얻기 어렵다는 문제점이 있다. 단기 스케줄링 보다는 장기 스케줄링에 유리하다.
이 알고리즘은 비선점형과 선점형 모두에 적용될 수 있는데, 선점형에 적용되는 SJF 스케줄링을 특별히 SRTF 스케줄링이라 한다.

## 같이 보기
- CPU 스케줄링
- 다른 CPU 스케줄링 기법
  - FCFS 스케줄링
  - RR 스케줄링
  - 다단계 큐 스케줄링